# HD89103
HD89103 — хімічно пекулярна зоря спектрального класу B9, що має видиму зоряну величину в смузі V приблизно  7,8.
Вона  розташована на відстані близько 664,3 світлових років від Сонця.

## Пекулярний хімічний склад
Зоряна атмосфера HD89103 має підвищений вміст 
Si
.